# Jules Carpentier

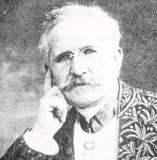
Jules Carpentier

Jules Carpentier (* 30. August 1851 in Paris; † 30. Juni 1921 in Joigny) war ein französischer Ingenieur, Urheber zahlreicher Erfindungen auf dem Gebiet der Optik, der Fotografie und des Films.

## Biographie
Als Sohn eines Pariser Stoffhändlers besuchte Carpentier den Lycée Louis-le-Grand und trat 1871 in die École polytechnique ein. Zwei Jahre später verließ er diese und wurde Ingenieur der staatlichen Tabak-Manufakturen. 1876 kündigte er und gelangte zur Compagnie des chemins de fer de Paris à Lyon et à la Méditerranée, anfänglich als Lernarbeiter, nach sechs Monaten als Adjunkt des Materialhauptingenieurs.
1878, beim Tod des Konstrukteurs Heinrich Daniel Rühmkorff, kaufte er dessen Werkstätte, die am Rande der Pleite stand, und machte daraus ein erfolgreiches Unternehmen für den Bau elektrischer und magnetischer Apparate. Er interessierte sich im Weiteren für das Festhalten musikalischer Improvisationen, wobei er einen Klavierschreiber mit der Bezeichnung Mélographe erfand, verbunden mit dem Mélotrope für die Aufführung der aufgenommenen Werke. Aus den Carpentier-Werken kamen die ersten Galvanometer oder Rheographen, Ampèremeter und Voltmeter, Wheatstone’sche Brücken, Eichkondensatoren, aber auch einfache Magnetsätze. Die Werkstätte Carpentier konstruierte auch Apparate zur Messung der magnetischen Abweichung, wie das magnetische Observatorium.
Von 1890 an widmete er sich der Fotografischen und Kinematografie. Er erfand die berühmte „photo-jumelle à répétition“, einen sehr kompakter Fotoapparat, einfach in der Handhabung und zweiäugig Reflex, der ein Verkaufserfolg wurde. Jules Carpentier verwirklichte auch Instrumente der Focometrie und setzte sich bei der Formgebung von Linsen und bei der Optomechanik ein. Darüber hinaus war er der Erfinder des Unterwasserperiskops und arbeitete am Dreifarbenverfahren der Fotografie. Er verfasste das Patent seines Kinematographen und baute die Apparate der Brüder Lumière.
Jules Carpentier wurde 1907 zum freien Mitglied der Académie des sciences gewählt, war Ehrenpräsident der Französischen Photographischen Gesellschaft von 1909 bis 1911, nachfolgend auf Jules Violle, der sein Lehrer am Lycée Louis-le-Grand war, und Präsident der Berufsvereinigung der elektrischen Industrie, der Internationalen Elektrischen Gesellschaft, der Französischen Vereinigung für den Fortschritt der Wissenschaften und der Ingenieurgesellschaft, Vorgängerin des Nationalen Rates der Ingenieure und Wissenschaftler von Frankreich. 1897 wurde er ins Längenamt gewählt. 1907 erhielt er das Kreuz eines Kommandanten der Ehrenlegion.
Er starb 1921 bei einem Wagenunfall in Joigny.
Jules Carpentier war der Großvater des Fernsehproduzenten Gilbert Carpentier.